# 飛騨郡代
飛騨郡代（ひだぐんだい）とは、江戸時代に4ヶ所設置された郡代の一つ。飛騨国全域ならびに美濃国の山間部、越前国および加賀国の一部に所在した幕府直轄領の民治を司る行政官であり代官である。勘定奉行支配で席次は西国郡代に次ぎ、焼火間詰。役高は四百俵。
1588年（天正16年）より飛騨国一円は飛騨高山藩金森氏によって治められてきたが、1692年（元禄5年）幕府は当時の藩主金森頼旹を出羽国上山藩へ移封し、飛騨国を幕府領とした。これは幕府が飛騨の豊富な木材資源と鉱物資源（金・銀・銅・鉛など）に着目し、幕府財政の安定を図る目的があったと考えられている。以後、高山城を廃城とし、高山城の下屋敷を高山陣屋として行政を行なった。
支所としては、美濃国(郡上郡・加茂郡・恵那郡)の幕府領を所管した下川辺出張陣屋(岐阜県加茂郡川辺町)と、越前国ならびに加賀国の幕府領を所管した本保出張陣屋(福井県越前市)があった。
配下には手付、手代として江戸詰11名、高山詰9名のほか、木材の管理を担った地役人として材木改役8名、同下役10名、運上改役5名、山廻役12名、口留番役12名が置かれた。
1777年（安永6年）、郡代に昇格。以降明治維新までに14代の郡代が派遣されている（郡代昇格前の代官は11代派遣されており、それを合わせると25代）。
高山陣屋は、江戸時代の建物が唯一現存する天領陣屋である。

## 歴代郡代
1. 伊奈忠篤（元禄5年（1692年） - 元禄10年（1697年）） - 関東郡代との兼任。位名田を廃止し、元禄7年から翌年にかけて検地を実施して年貢を減免した。
2. 伊奈忠順（元禄10年（1697年） - 正徳2年（1712年）） - 山見役を設置。
3. 伊奈忠逵（正徳2年（1712年） - 正徳5年（1715年）） - 鉱山調査と古城調査を実施。
4. 森山実道（正徳5年（1715年） - 享保6年（1721年）） - 以降は専任となる。
5. 亀田三脩（享保6年（1721年） - 享保9年（1724年）） - 植林を実施。古城調査を行った。
6. 長谷川忠国（享保9年（1724年） - 享保13年（1728年）） - 山林調査、古城調査を実施。年貢の賦課に定免法を採用した。
7. 長谷川忠崇（享保13年（1728年） - 延享2年（1745年））- 元文3年（1738年）以降在勤となる。以下同じ。地誌である飛州志の編纂を行う。長谷川忠国の子。
8. 幸田高成（延享2年（1745年） - 寛延3年（1750年）） - 植林を実施。救荒食物として信州より馬鈴薯を導入する。松泰寺に葬られる。
9. 柴村盛喬（寛延3年（1750年） - 宝暦6年（1756年））
10. 上倉信門（宝暦6年（1756年） - 宝暦11年（1761年）） - 温泉役を設置。
11. 布施胤将（宝暦11年（1761年） - 明和2年（1765年））
12. 大原紹正（明和2年（1765年） - 安永8年（1779年）） - 以降越前の天領を所管する。木材の伐採を制限し、安永検地を実施して1万1500石の増石高を計上、年貢を25％強引き上げて大原騒動を惹起した。安永6年（1777年）、代官から郡代に昇進。素玄寺に葬られる。
13. 大原正純（天明元年（1781年） - 寛政元年（1789年）） - 天明の飢饉や天明4年（1784年）に2340軒が焼ける高山大火が続いて財政難に陥ったこともあり下付された御救金を横領、百姓からの借上金を着服する。さらに百姓から収奪しようとしたため騒動に発展。断罪されて八丈島に遠島となり大原騒動が終結。
14. 飯塚政長（寛政元年（1789年） - 寛政12年（1800年））- 植林の実施、米売株の廃止を行い民心掌握に勤めた。
15. 小出照方（寛政12年（1800年） - 享和3年（1803年）） - 商品として縄の生産を奨励した。
16. 田口喜古（文化元年（1804年） - 文化8年（1811年）） - 美濃国加茂郡、恵那郡、郡上郡の一部と越前国今立郡、丹生郡、南条郡の一部、加賀国白山麓を所管。城山公園に桜を植樹した。大雄寺に埋葬される。
17. 榊原長義（文化8年（1811年） - 文化12年（1815年）） - 在任中の文化11年（1814年）神岡船津で大火が起き226軒が焼亡する。在任中に死去し、不遠寺に葬られる。
18. 芝正盛（文化12年（1815年） - 文政12年（1829年））
19. 大井永昌（文政12年（1829年） - 天保10年（1839年）） - 天保3年（1832年）高山で2度にわたり大火が起き、類焼者に10年返済で金3分を貸し与えた。天保の飢饉においては高山の備蓄米を売却、私財と合わせて越前の窮乏に充てた。
20. 豊田友直（天保10年（1839年） - 弘化2年（1845年）） - 天保11年（1840年）に備荒のための郷倉を設置。渋草焼を創始。
21. 小野高福（弘化2年（1845年） - 嘉永5年（1852年）） - 山岡鉄舟の父。在任中に死去して宗猷寺に葬られる。
22. 福王忠篤（嘉永5年（1852年） - 安政5年（1858年））
23. 増田頼興（安政5年（1858年） - 元治元年（1864年）） - 安政5年に発生した飛越地震の復興に当たる。御林山銅鉛山取締を設置。
24. 高柳元暱（元治元年（1864年） - 慶応2年（1866年））
25. 新見正功（慶応2年（1866年） - 慶応4年（1868年）） - 幕府崩壊に当たって離任。俸禄米を高山と古川の町に与えたという。